# تپه خرابه کند
تپه خرابه کند مربوط به دوران‌های تاریخی پس از اسلام است و در شهرستان بوئین‌زهرا، روستای آق قلم واقع شده و این اثر در تاریخ ۲۵ اسفند ۱۳۷۹ با شمارهٔ ثبت ۳۶۷۲ به‌عنوان یکی از آثار ملی ایران به ثبت رسیده است.